# 坂井のぶこ
坂井 のぶこ（さかい のぶこ、1956年 - ）は、日本の詩人。長野県松本市生まれ。
1984年に詩と思想新人賞を受賞し、第一詩集『のぶこ』を出版して以来、2012年の『浜川崎から』まで12冊の詩集を発表し、創作活動を続ける詩人である。執筆活動と同時に坂井は、1986年以来現在まで全国各地で独自の詩語りライブを田川紀久雄と共に行い、自作と共に金子みすゞや宮澤賢治の作品など、詩の素晴らしさを声の音楽として伝える朗読活動を続けている。

## 詩集
特に断りのないものは漉林書房から出版されている。
- のぶこ（1984年、絶版）
- 0時3分前（1986年）
- 東見聞録（1987年）
- 今女（1988年）
- 祝祭歌（1989年）
- 安曇野考（1991年）
- 揺らぐ音への旅（1997年）
- 中国古典詩考（1998年）
- 生きることにつらなる（2000年）
- きたうらさんのぽとす（2001年）
- 有明戦記: 八面大魔王考（2005年）
- 浜川崎から（2012年）